# Jordi I Ghisi
Jordi I Ghisi (italià: Giorgio I Ghisi; mort el 15 de març del 1311) fou un senyor feudal llatí a la Grècia sota el domini franc.
Fill de Bartolomeu I Ghisi i la seva primera muller, una filla de Guiu II de Dramelay, era baró de Calandritsa, al Principat d'Acaia. El 1292 també fou nomenat castellà de Calamata. Aquell mateix any, després d'una sèrie d'incursions destructives a les possessions insulars gregues i llatines del mar Egeu, l'almirall aragonès Roger de Llúria, tirà les àncores del seu estol a Navarino. Tement que els aragonesos els arrabassessin terres a Acaia o renovessin les seves incursions, i davant l'absència del príncep Florenci d'Hainaut, que era a Itàlia, Jordi reuní dos-cents cavallers a Andrussa i atacà els aragonesos. En un enfrontament breu però sangonent, els aqueus foren derrotats i Jordi fou capturat, tot i que poc després seria rescatat per 8.000 perpres quan l'estol aragonès posà rumb a Clarença.
El 1303, a la mort del seu pare, heretà la senyoria sobre les illes egees de Tinos i Míkonos, amb feus a Sèrifos i Ceos. Així mateix, esdevingué triarca de Negrepont (Eubea) a través de la seva segona muller, Alícia dalle Carceri. Morí a la batalla del Cefís contra la Gran Companyia Catalana el 1311.